# Qeshlāq-e Dehmūl
Qeshlāq-e Dehmūl (persiska: قِشلاقِ دِه فول, غِسلَغ دِهفُّل, قِشلاقِ دِهپول, Qeshlāq-e Deh Fūl, قشلاق دهمول) är en ort i Iran.   Den ligger i provinsen Hamadan, i den nordvästra delen av landet, 300 km sydväst om huvudstaden Teheran. Qeshlāq-e Dehmūl ligger 1 644 meter över havet och antalet invånare är 117.
Terrängen runt Qeshlāq-e Dehmūl är varierad. Runt Qeshlāq-e Dehmūl är det ganska tätbefolkat, med 124 invånare per kvadratkilometer. Närmaste större samhälle är Nahāvand, 6,8 km sydost om Qeshlāq-e Dehmūl. Trakten runt Qeshlāq-e Dehmūl består till största delen av jordbruksmark.